# Saint-Savin, Isère
Saint-Savin este o comună în departamentul Isère din sud-estul Franței. În 2009 avea o populație de 3.494 de locuitori.

## Evoluția populației
| An        | 1975  | 1982  | 1990  | 1999  | 2006  | 2009  |
| --------- | ----- | ----- | ----- | ----- | ----- | ----- |
| Populație | 1.811 | 2.164 | 2.466 | 2.752 | 3.331 | 3.494 |